# 備長炭

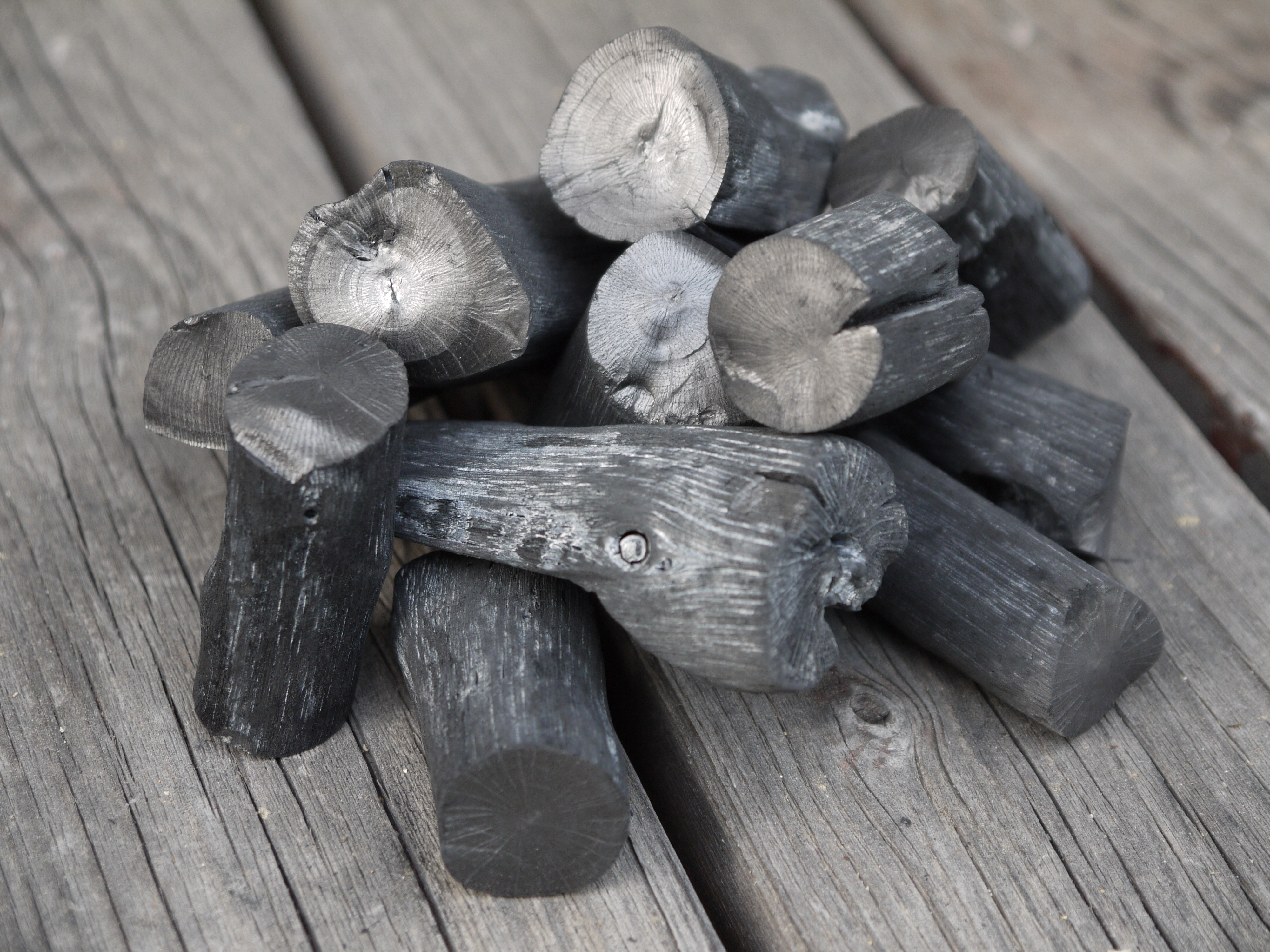
備長炭

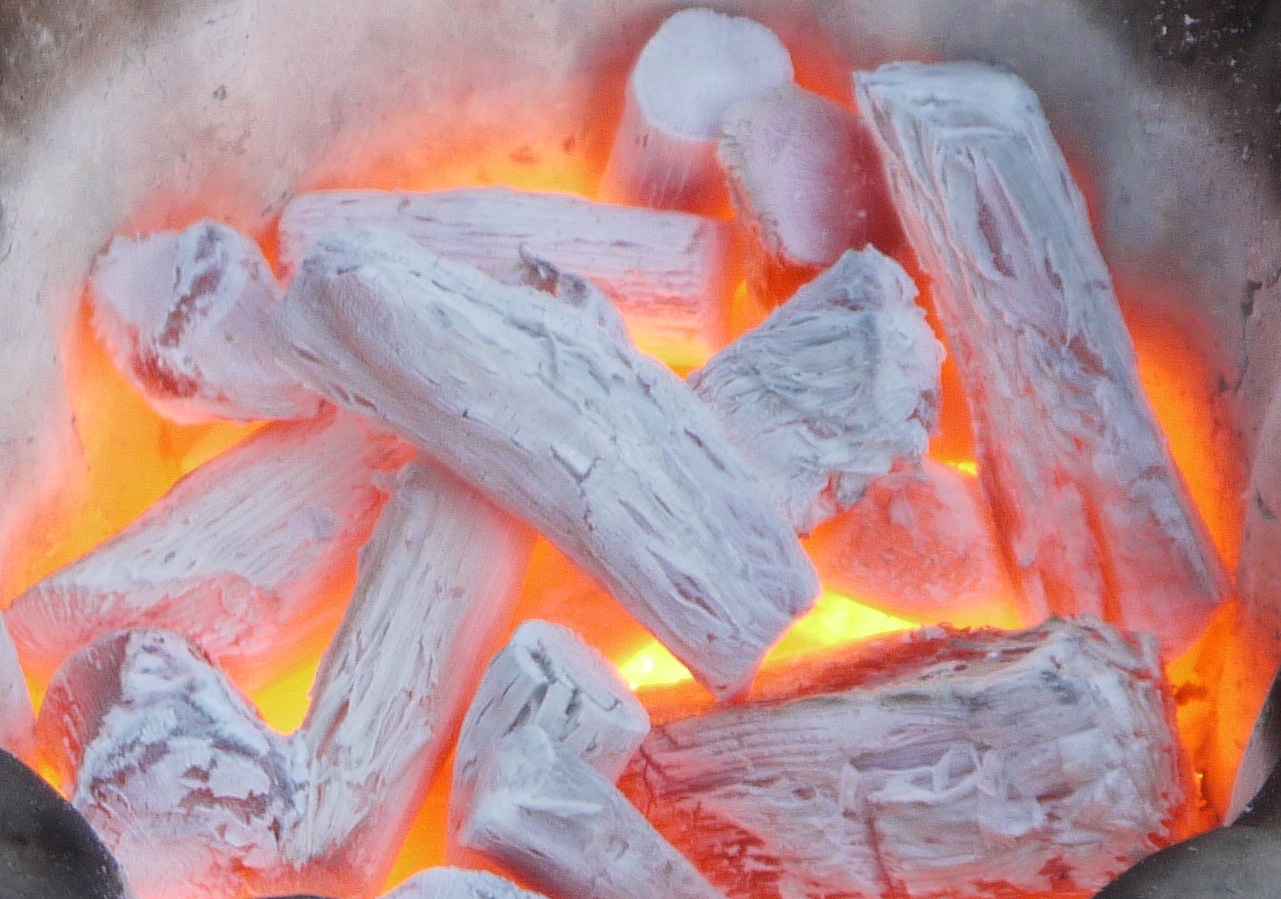
燃燒中的備長炭

備長炭是日本的一種木炭，源自於江戶時代的元祿年間，由和歌山縣田邊市的備中屋長左衛門開始製作這種木炭因而得名。備長炭使用了現成和歌山縣官方樹木的橡木（Quercus phillyraeoides）作原材料，以高溫蒸燒製作而成。
其外觀上有一層泛銀白的灰色，炭化溫度約攝氏一千度以上，一點燃可維持長時間，可做多種其他用途。

## 用途

### 燃料
- 擁有細緻而優良的質素，燃燒時火力強而猛烈，因此成為日本料理店，如鰻屋及串燒店等燒烤食物時使用的燃料。

### 飲食
- 可消除冰箱中食品的腥味，保持食物的新鮮度，並可消除冰箱內之異味。
- 在米缸中放入木炭，保持米缸乾燥，可防止長米蟲確保米質。
- 在酒或茶水中放入備長炭，會更美味、香純可口。
- 和竹炭功能一樣，可以過濾水。

### 生活品質
- 備長炭亦被用作燃料以外的用途，細碎的備長炭可放入鞋櫃以吸除溼氣臭味，及放於屋內作活化空氣之用。
- 備長炭比一般黑炭較為硬，敲擊備長炭會產生類似金屬的聲響，因此亦被用以製作風鈴與炭琴等樂器。

備長炭可依外觀區分用途:用於煮水.煮飯.炸煮食物.煲湯。
目前以紫薇木，烏棡木，青棡木，九芎為製作備長炭最好的木材

## 外部連結
- 紀州備長炭 （页面存档备份，存于）
- 炭琴 （页面存档备份，存于）